# Spodoptera umbraculata
Spodoptera umbraculata är en fjärilsart som beskrevs av Walker 1858. Spodoptera umbraculata ingår i släktet Spodoptera och familjen nattflyn. Inga underarter finns listade i Catalogue of Life.